# Bougainvillea
Genre
Classification APG III (2009)
Bougainvillea est un genre d'arbustes de la famille des Nyctaginaceae.
Certaines de ses espèces sont appelées bougainvillée (féminin) ou bougainvillier (masculin), notamment Bougainvillea glabra, Bougainvillea spectabilis et Bougainvillea buttiana.

## Histoire botanique
Philibert Commerson ainsi que sa collaboratrice et compagne Jeanne Barret, ont été les premiers botanistes à décrire et nommer un spécimen de ce genre, récolté au Brésil lors de l'expédition autour du monde dirigée par l'explorateur français Louis Antoine de Bougainville,
.
Commerson rend alors hommage à Bougainville en nommant le genre Buginvillaea, orthographe par la suite rectifiée en Bougainvillea.
Jeanne Barret voit le travail entièrement attribué à son compagnon, et devra attendre 2012 pour voir son nom immortalisé à travers la plante Solanum baretiae.

## Description
Ce sont des arbustes épineux grimpants aux vives couleurs.
Ce qu'on prend généralement pour les fleurs, ou les pétales des fleurs, très colorés, n'en sont pas. Ce sont les bractées de l'extrémité des rameaux. Les fleurs sont petites et blanches, et se trouvent entre les bractées.
Ces plantes sont originaires des forêts tropicales humides d'Amérique du Sud et sont largement utilisées comme plantes ornementales jusque dans les régions tempérées chaudes.
Il en existe de nombreux cultivars lianescents.

## Dans la culture populaire
Le bougainvillier est considéré comme une plante magique dans les rites vaudou et antillais pour se venger des femmes méprisantes en causant leur déchéance. Il ne doit pas être confondu avec le flamboyant qui correspond aux rites funéraires.
À la Réunion, on dit qu'introduire des fleurs de bougainvillier dans la maison porte malheur.

## Liste d'espèces

### SelonThe Plant List25 septembre 2012
- Bougainvillea berberidifolia Heimerl  , (1901)
- Bougainvillea buttiana Holttum & Standl. , (1944)
- Bougainvillea campanulata Heimerl  , (1913)
- Bougainvillea glabra Choisy  , (1849)
- Bougainvillea herzogiana Heimerl  , (1915)
- Bougainvillea infesta Griseb. , (1879)
- Bougainvillea lehmanniana Heimerl  , (1932)
- Bougainvillea lehmannii Heimerl
- Bougainvillea malmeana Heimerl  , (1901)
- Bougainvillea modesta Heimerl  , (1901)
- Bougainvillea pachyphylla Heimerl ex Standl. , (1931)
- Bougainvillea peruviana Bonpl. , (1808)
- Bougainvillea pomacea Choisy   , (1849)
- Bougainvillea praecox Griseb. , (1879)
- Bougainvillea spectabilis Willd. , (1799)
- Bougainvillea spinosa (Cav.) Heimerl  , (1889)
- Bougainvillea stipitata Griseb. , (1874)
- Bougainvillea trollii Heimerl  , (1932)

### Selon NCBI
- Bougainvillea alba
- Bougainvillea glabra
- Bougainvillea infesta
- Bougainvillea modesta
- Bougainvillea peruviana
- Bougainvillea spectabilis
- Bougainvillea stipitata
- Bougainvillea x buttiana

### Selon ITI
- Bougainvillea glabra Choisy
- Bougainvillea spectabilis Willd.

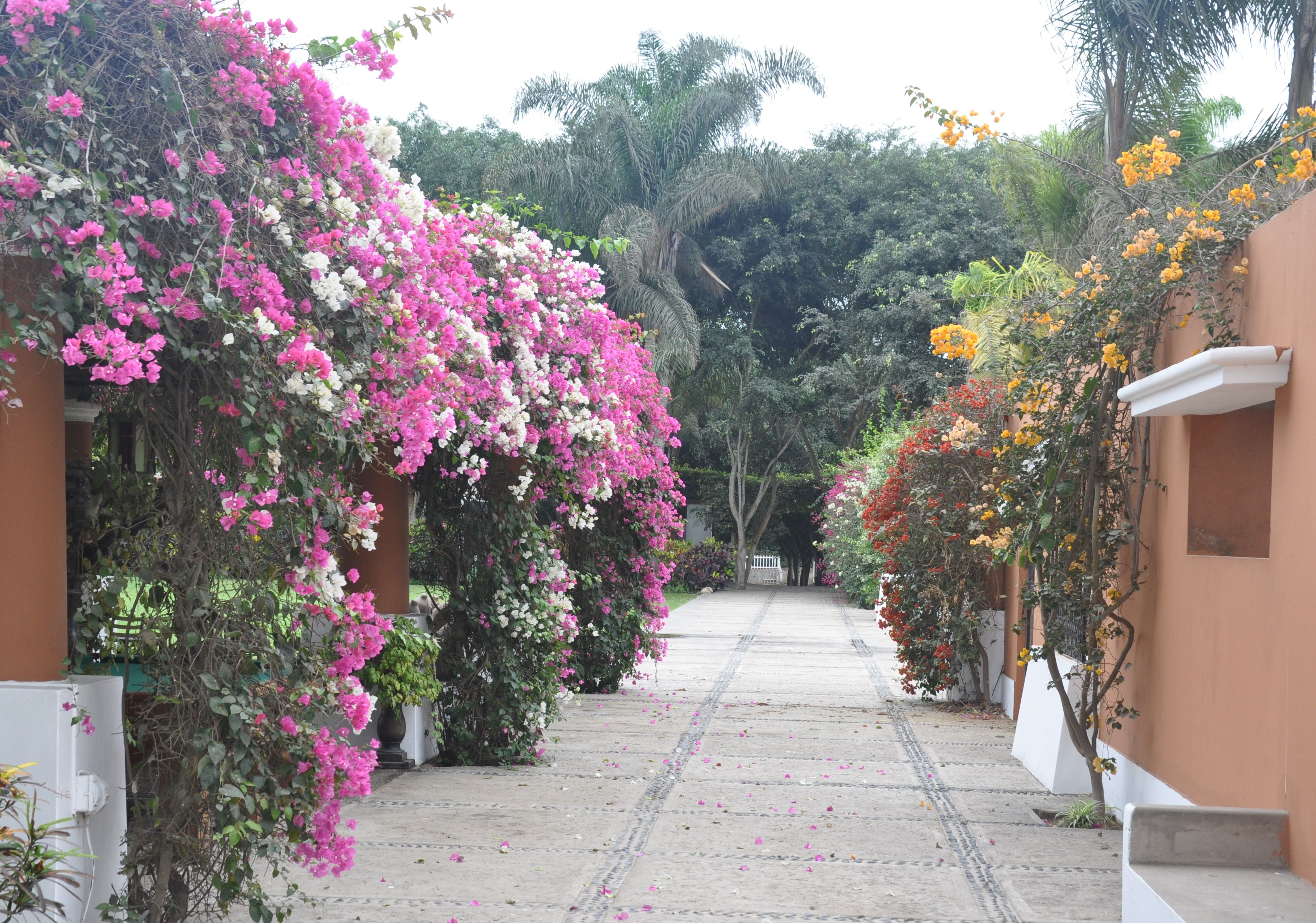
Bougainvillée région de Lima au Pérou.
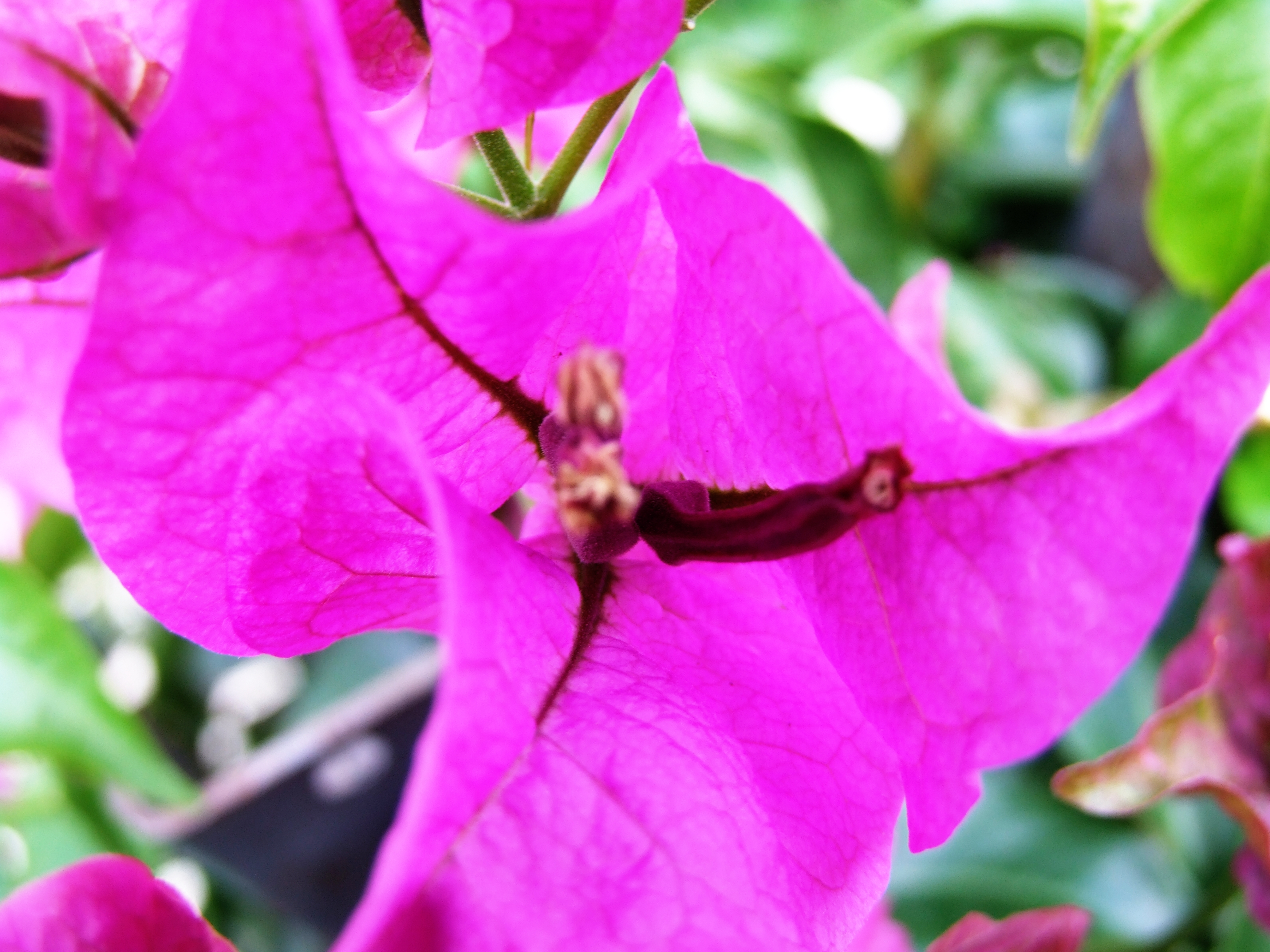
Bougainvillée à Taormine.
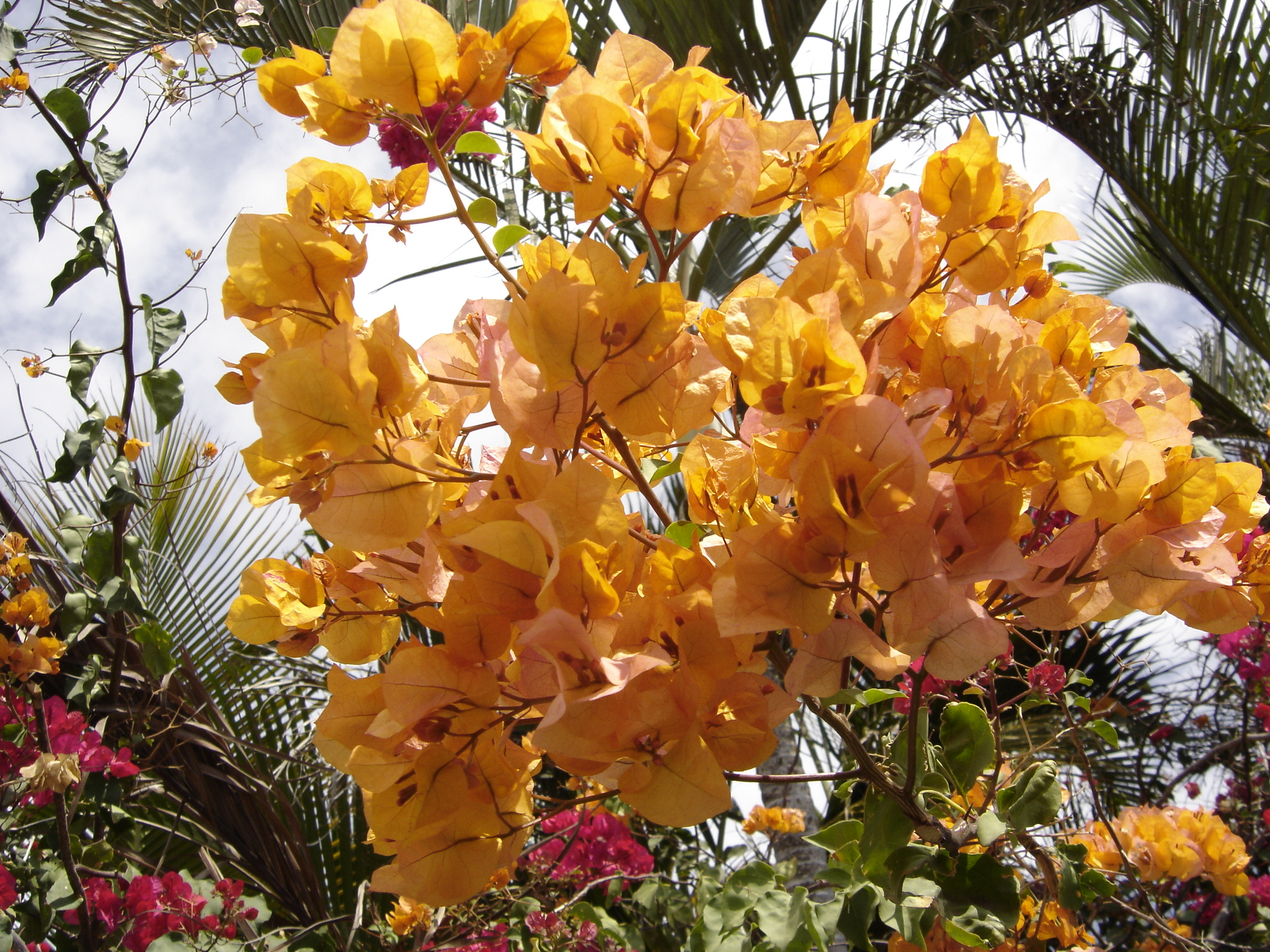
Bougainvillée de la Réunion.
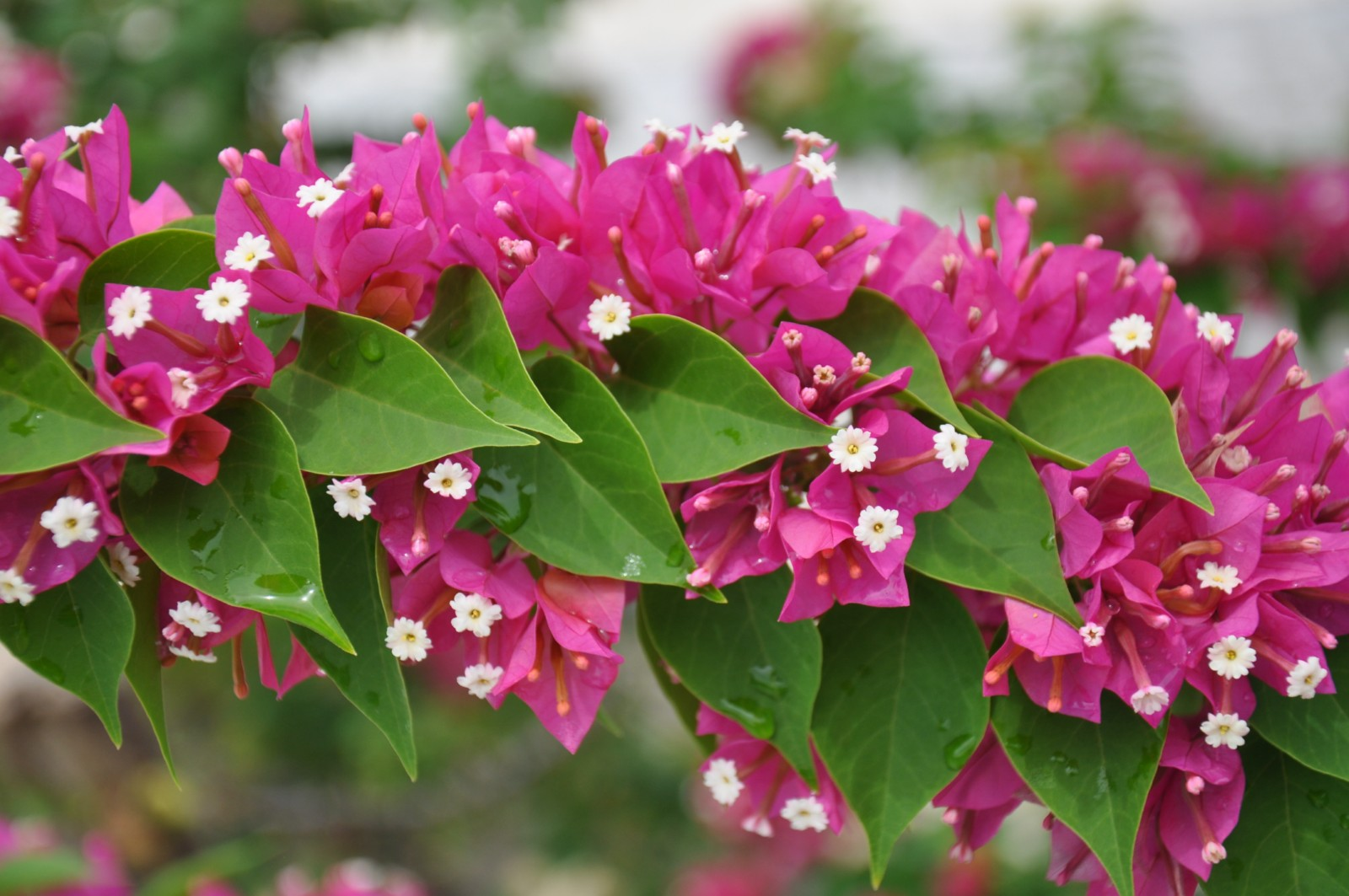
Bougainvillée à Tahiti.
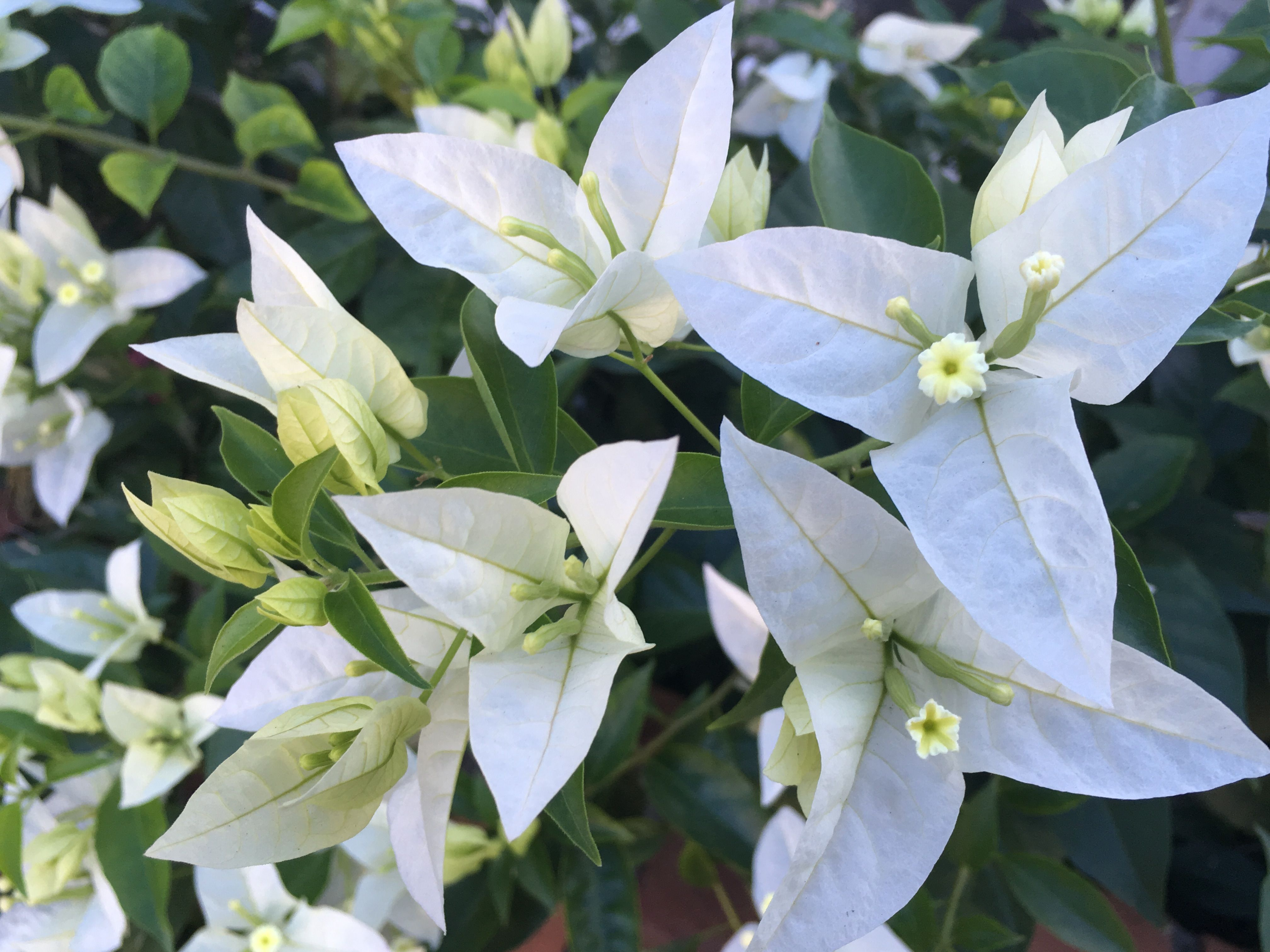
Bougainvillée blanc à Tahiti.
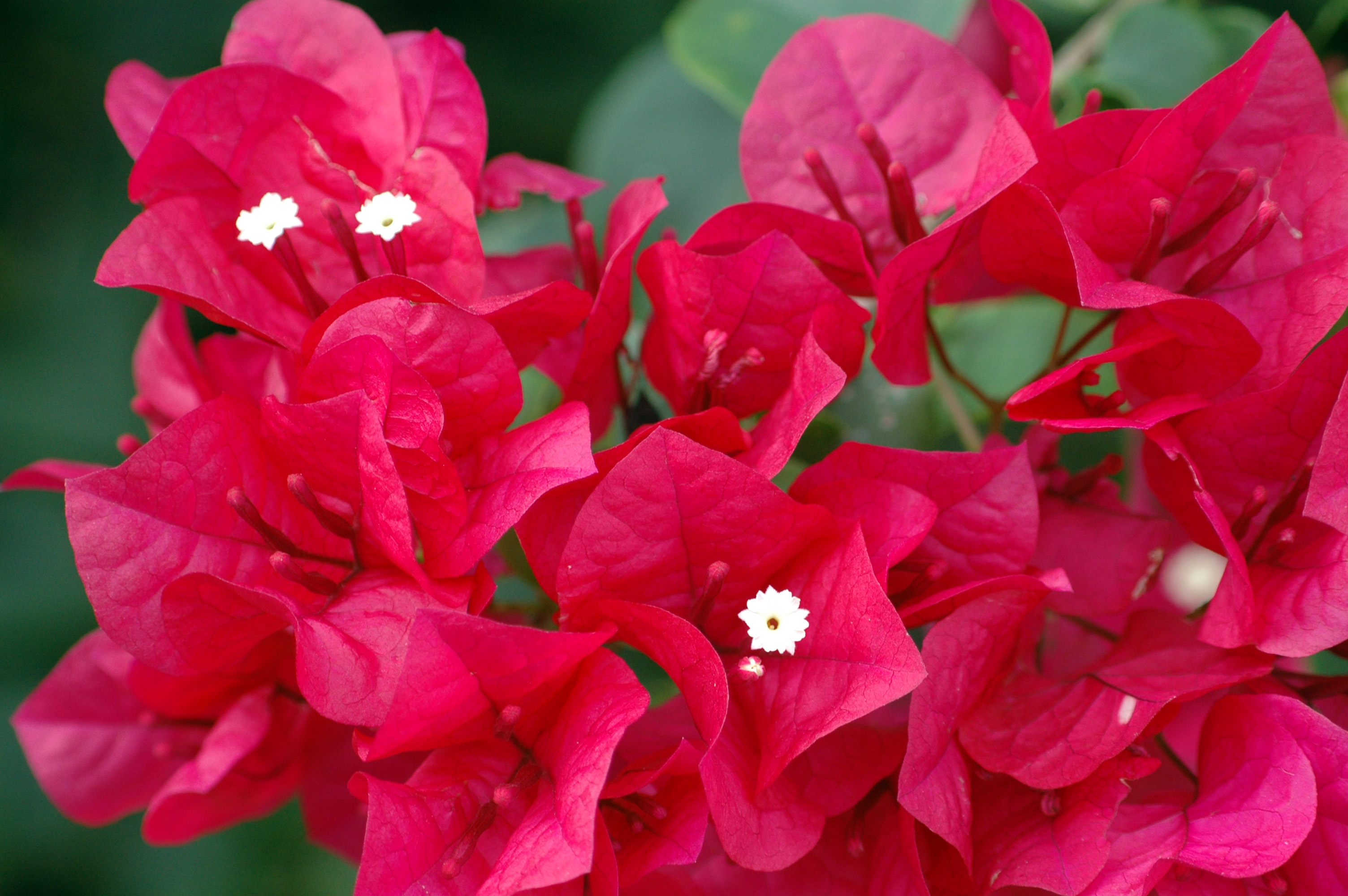
Bougainvillée Rouge.
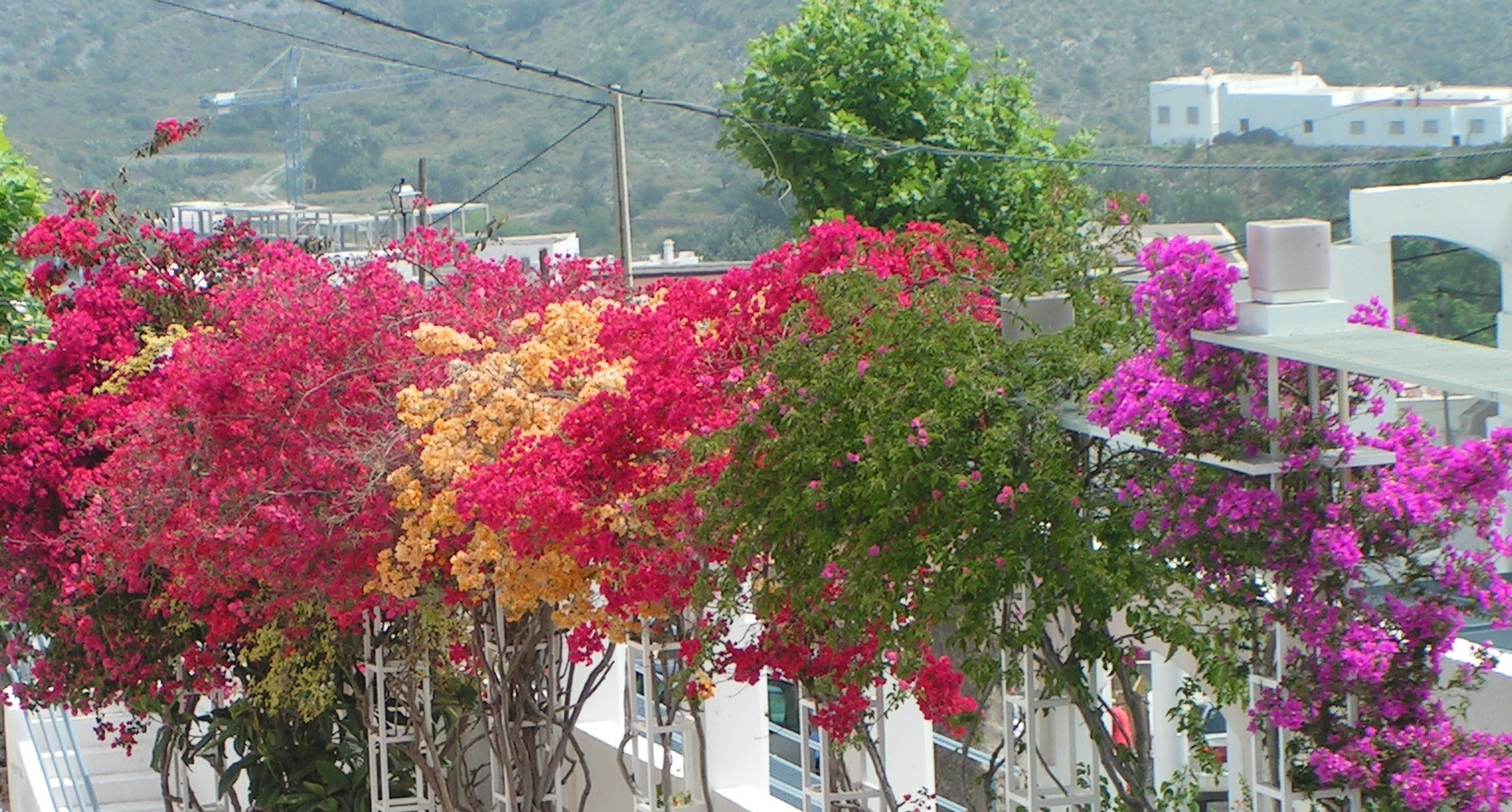
Bougainvillées.

## Espèces aux noms synonymes, obsolètes et leurs taxons de référence
Selon The Plant List   25 septembre 2012
- Bougainvillea brachycarpa Heimerl = Bougainvillea glabra Choisy  , (1849)
- Bougainvillea bracteata Pers. = Bougainvillea spectabilis Willd. , (1799)
- Bougainvillea brasiliensis Raeusch. 	= Bougainvillea spectabilis Willd. , (1799)
- Bougainvillea brasiliensis Lund ex Choisy [Invalid]  = Bougainvillea spectabilis Willd. , (1799)
- Bougainvillea frondosa Griseb. = Bougainvillea stipitata Griseb. , (1874)
- Bougainvillea glabra var. acutibracteata Heimerl  = Bougainvillea glabra Choisy  , (1849)
- Bougainvillea glabra var. alba Mendes & Viégas  = Bougainvillea glabra Choisy  , (1849)
- Bougainvillea glabra var. brachycarpa (Heimerl) Heimerl 	= Bougainvillea glabra Choisy  , (1849)
- Bougainvillea glabra var. graciliflora Heimerl  = Bougainvillea glabra Choisy  , (1849)
- Bougainvillea glabra var. obtusibracteata Heimerl  = Bougainvillea glabra Choisy  , (1849)
- Bougainvillea glabra var. pomacea (Choisy) Luetzelb. = Bougainvillea pomacea Choisy   , (1849)
- Bougainvillea glabra var. sanderiana Bosschere  = Bougainvillea glabra Choisy  , (1849)
- Bougainvillea longispinosa Rusby  = Bougainvillea stipitata Griseb. , (1874)
- Bougainvillea patagonica Decne. = Bougainvillea spinosa (Cav.) Heimerl  , (1889)
- Bougainvillea peruviana Nees & Mart. [Illegitimate] = Bougainvillea spectabilis Willd. , (1799)
- Bougainvillea praecox var. rhombifolia Heimerl = Bougainvillea praecox Griseb. , (1879)
- Bougainvillea praecox var. spinosa Chodat & Hassl. = Bougainvillea praecox Griseb. , (1879)
- Bougainvillea rubicunda Schott ex Rohrb. = Bougainvillea glabra Choisy  , (1849)
- Bougainvillea speciosa Schnizl. = Bougainvillea spectabilis Willd. , (1799)
- Bougainvillea spectabilis var. glabra (Choisy) Hook. = Bougainvillea glabra Choisy  , (1849)
- Bougainvillea spectabilis var. hirsutissima J.A.Schmidt  = Bougainvillea spectabilis Willd. , (1799)
- Bougainvillea spectabilis var. parviflora Mart. ex J.A.Schmidt  = Bougainvillea spectabilis Willd. , (1799)
- Bougainvillea spectabilis var. virescens (Choisy) J.A.Schmidt  = Bougainvillea spectabilis Willd. , (1799)
- Bougainvillea spinosa var. conferta Chodat = Bougainvillea spinosa (Cav.) Heimerl  , (1889)
- Bougainvillea spinosa f. eubracteata Heimerl = Bougainvillea spinosa (Cav.) Heimerl  , (1889)
- Bougainvillea spinosa f. microbracteata Heimerl = Bougainvillea spinosa (Cav.) Heimerl  , (1889)
- Bougainvillea spinosa f. parvifolia Heimerl = Bougainvillea spinosa (Cav.) Heimerl  , (1889)
- Bougainvillea stipitata var. fiebrigii Heimerl = Bougainvillea stipitata Griseb. , (1874)
- Bougainvillea stipitata var. grisebachiana Heimerl = Bougainvillea stipitata Griseb. , (1874)
- Bougainvillea stipitata var. kuntzeana Heimerl = Bougainvillea stipitata Griseb. , (1874)
- Bougainvillea stipitata var. longispinosa (Rusby) Heimerl = Bougainvillea stipitata Griseb. , (1874)
- Bougainvillea stipitata var. stuckertiana Heimerl = Bougainvillea stipitata Griseb. , (1874)
- Bougainvillea virescens Choisy  = Bougainvillea spectabilis Willd. , (1799)

## Espèces dont le statut n'est pas encore résolu
Selon The Plant List   25 septembre 2012
- Bougainvillea fasciculata Heimerl
- Bougainvillea graciliflora Heimerl
- Bougainvillea luteoalba Heimerl ex Killeen
- Bougainvillea racemosa Blanco

## Phytochimie
Les bractées de Bougainvillea glabra sont colorées du fait de la présence de bétacyanines, en association à de grandes quantités de flavonols (conjugués de kaempférol et de quercétine).
Les feuilles de Bougainvillea spectabilis contiennent du pinitol, un composé aux propriétés anti-diabétiques.